# فيتانو
فيتانو (بالإنجليزية: Faetano)‏ هي بلدية في سان مارينو، بلغ عدد سكانها 1٬164 نسمة، في 2013، تبلغ مساحتها 7٫75 كيلومتر مربع، رمزها البريدي هو RSM-47896.

## الموقع
تشترك في الحدود مع:
- مونتيجاردينو
- كوريانو
- مونتيسكودو
- دومانيانو
- فيورنتينو
- بورغو ماجيوري
- Sassofeltrio [الإنجليزية]‏.